# カップル
カップル（英語: couple）とは、一対の存在のこと。人や、物の中で、同種だと見なされ、一緒になっていると見なされているもの。特に、夫婦関係や恋愛関係の二人のこと。

## 概説
ラテン語の「copula コプラ」という名詞や「copulare コプラーレ」という動詞に由来する。 「co」+「apere」が短縮したものであり、「co」は「一緒」、 「apere」はつなぐ、という意味。つながって一緒になっているもの、という意味となったわけである。このラテン語が古フランス語で「cople コプル」となり、その後のフランス語でcouple（クプル）となり、英語に伝わりcouple（カップル）となった。本来は、一組になったふたつ・二人全般（「一対」）を広く指している。
もともと、人に限っているわけではなく、一対の物や何かも指す。オックスフォード英語辞典では、ひと組の垂木も挙げているし、また、力学における用語で、同じ大きさで平行関係で逆向きの一対のforce 力で回転運動を引き起こすもの、も挙げている。また、一対の猟犬も挙げている（狩猟を行う場面では、猟犬を1組で扱うことが結構ある、ということであろう）。日本語の論文でも、物理学・化学等の分野では現在でも無生物に関して「カップル○○」「カップルした○○」という表現はごく当たり前に用いられている
人に関して言えば、特に夫婦（婚姻関係にある二人）や恋人たち（恋愛関係の二人）を指していることが多い。
近年では同性愛者であることを公にして交際したり（欧米では）結婚している人々も多いため、男女一対に限らず、同性の一対であってもcoupleと呼ばれることが多い。
ただ、数的に見れば男性と女性の一対が多いため、結果として、この語は好意を寄せ合っている二人一組（特に夫婦や恋人関係にある人たち）について用いられていることが多い、という程度のことであり、ことさらに「性」を意識した言葉ではない。Oxford dictionaryでは、冒頭に挙げた「人や物の中で、同種だと見なされ、一緒になっていると見なされているもの」の直後に、ダンスやゲームでパートナーになっているペア、をまず挙げている。

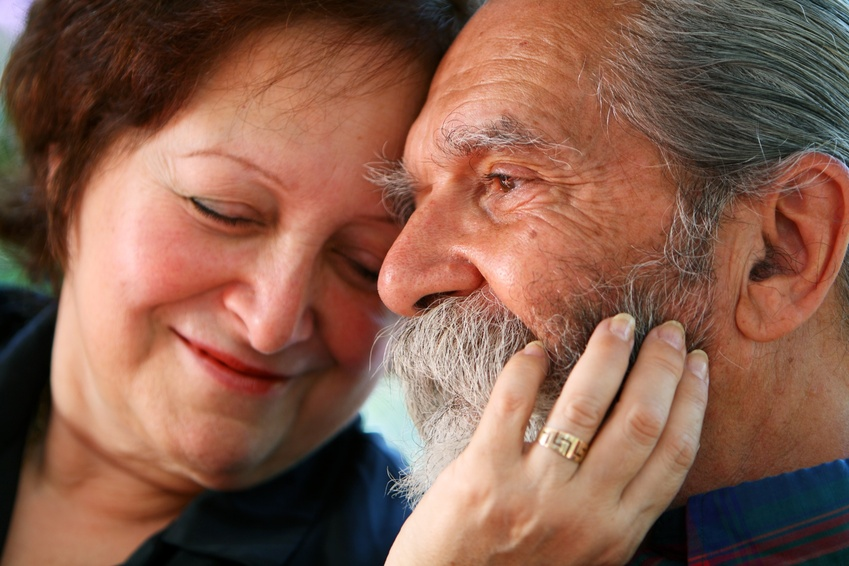
老カップルの一例。
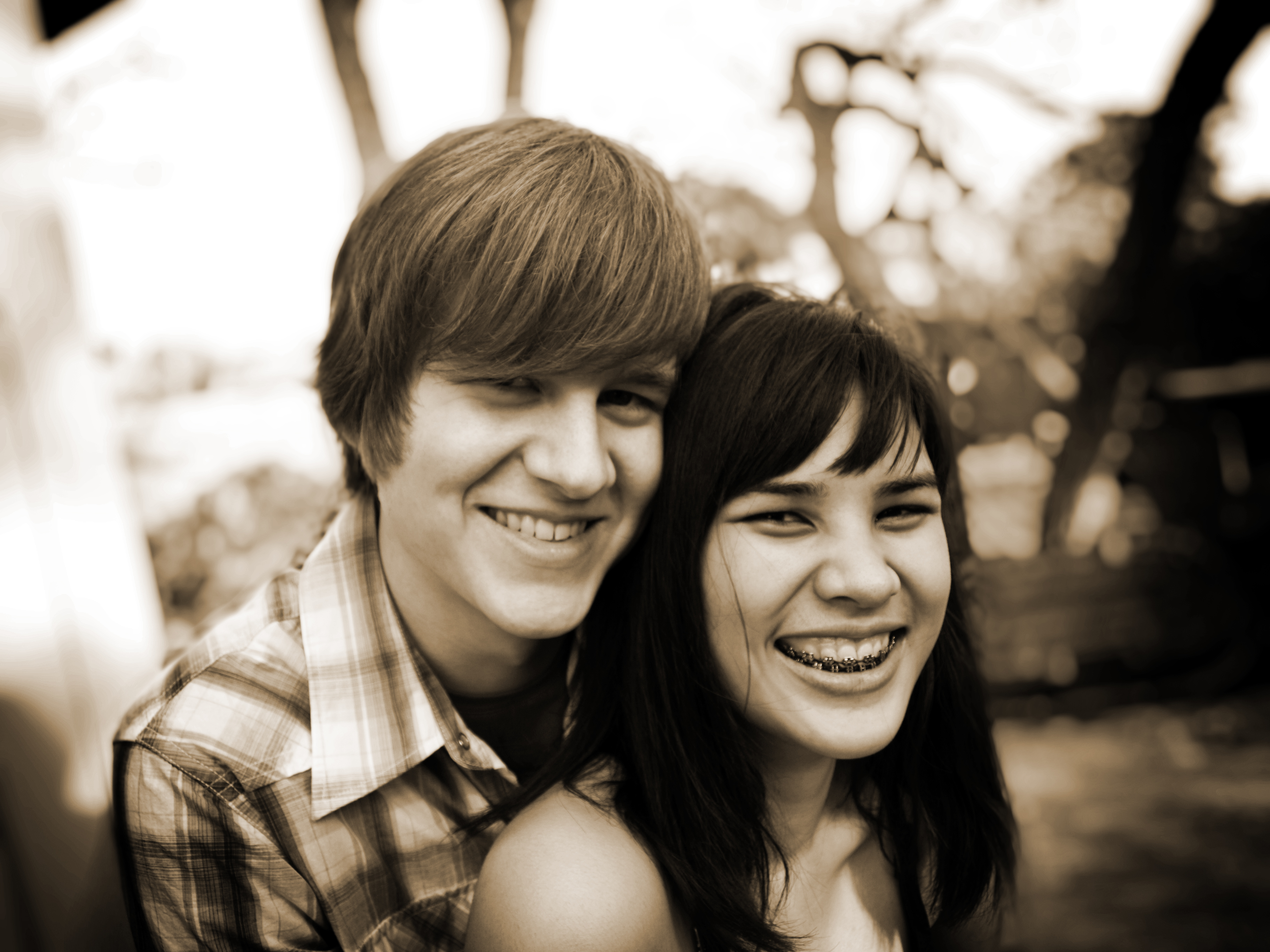
若いカップルの一例
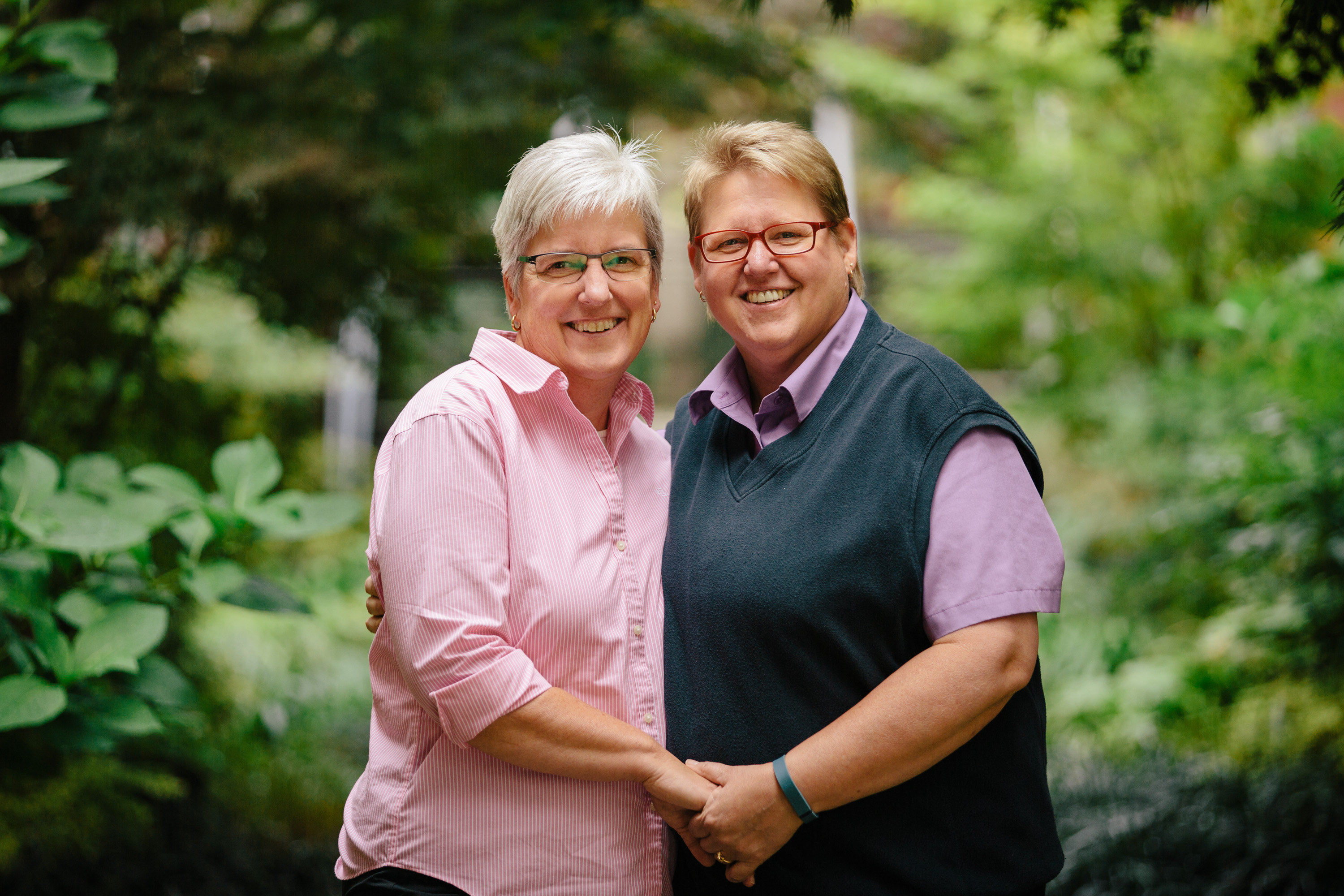
女性2人のカップル。米国オレゴン州のゲイやレズビアンのカップルの人権のために活動している二人。
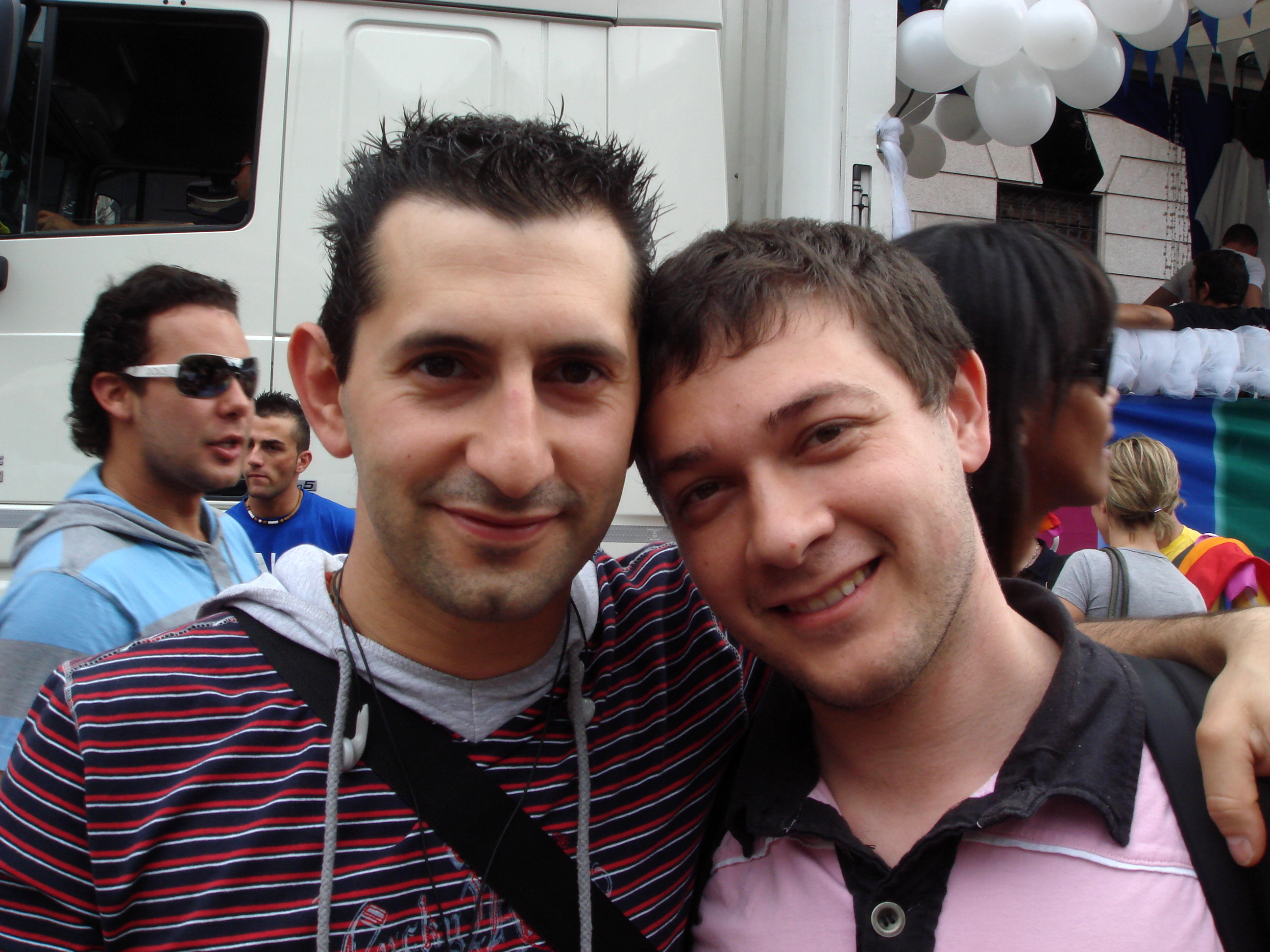
イタリアのゲイカップル
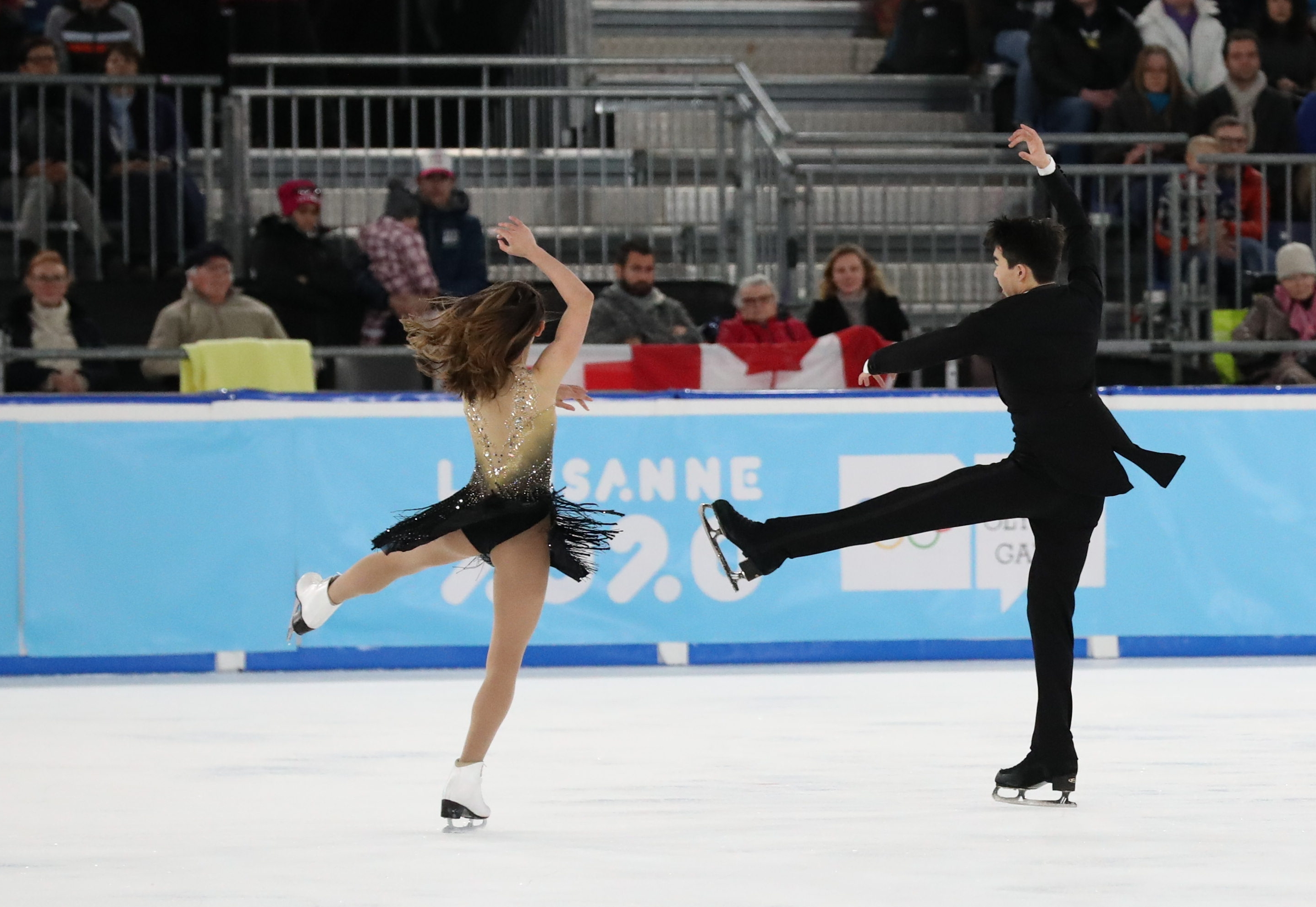
アイスダンスのカップル。あくまで競技で優勝することを目指して、いわば"二人一組のチーム"として一緒に闘っているということが多く、男女関係は無いことが多い。
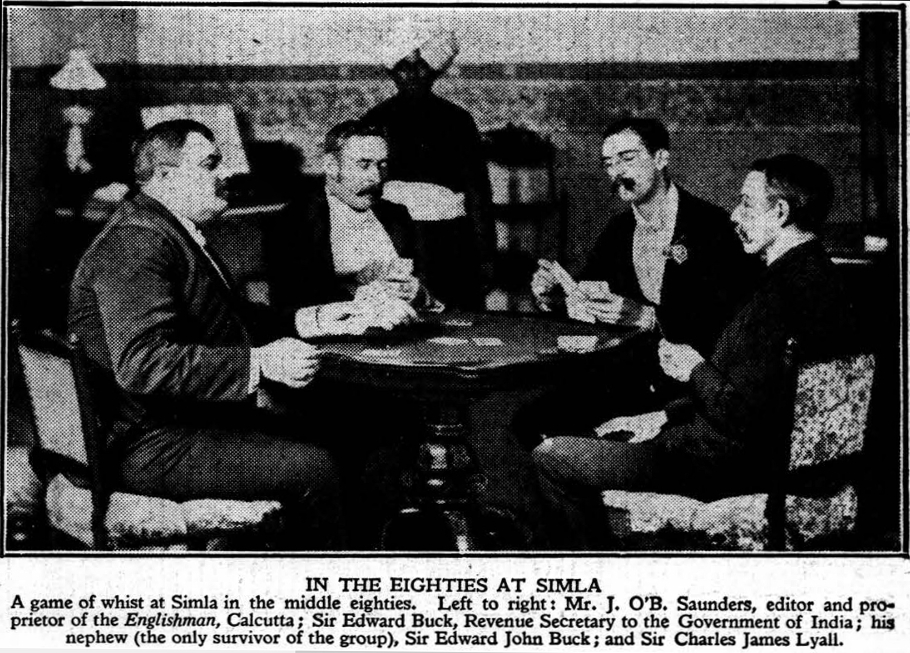
カードゲームで4人が2カップルにわかれて競う場合は、対面に座る人どうしでカップルとなることが一般的。
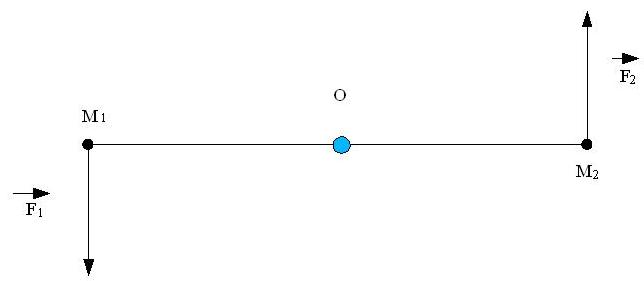
力学的なカップル
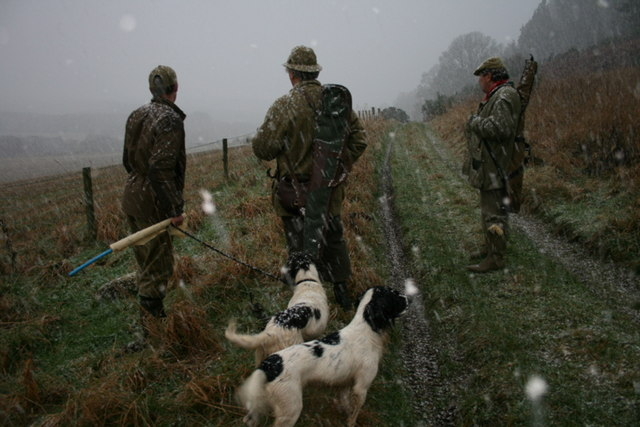
猟犬のカップル。猟犬を2匹一対で使う方法。

なお日本では「カップル」という表現が使われる以前、昭和時代などに、ひと組の男女を呼ぶ時に「アベック」という日本流のフランス語もどき（フランス語風だがフランス語らしくないおかしな表現）が長期間使われていた。フランス語のavecとは「～とともに」という意味の前置詞であって（英語のwithに相当）、つまり名詞的には使えず、意味的にもフランス語においてはカップルの意味で使われる言葉ではない。最近の日本では、「アベック」はあまり使われなくなっている。

## ギャラリー

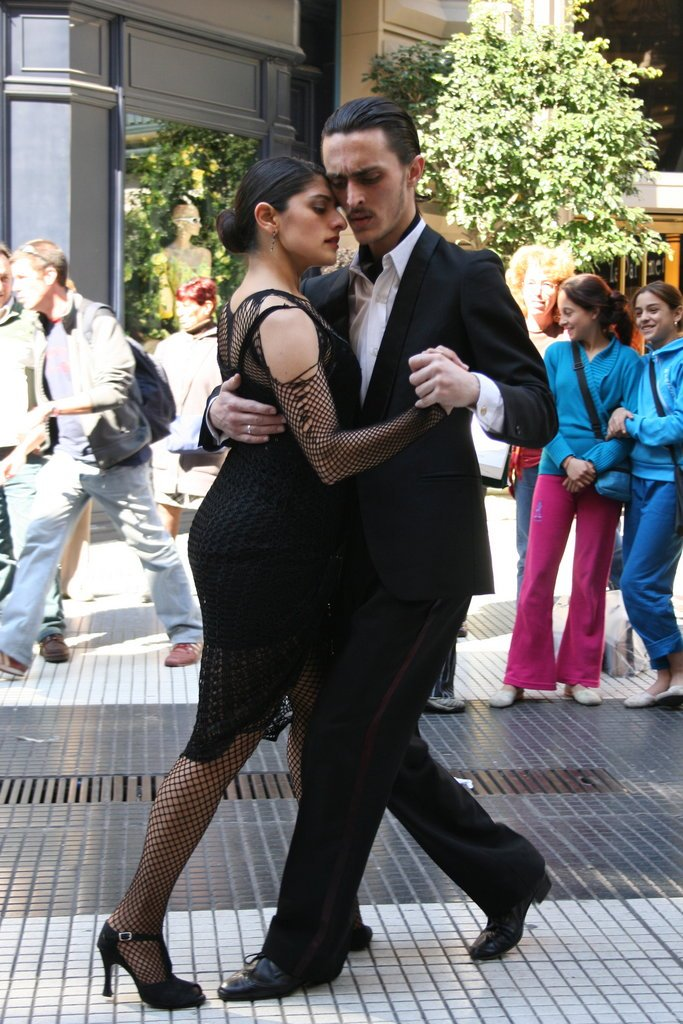
タンゴを踊るカップル
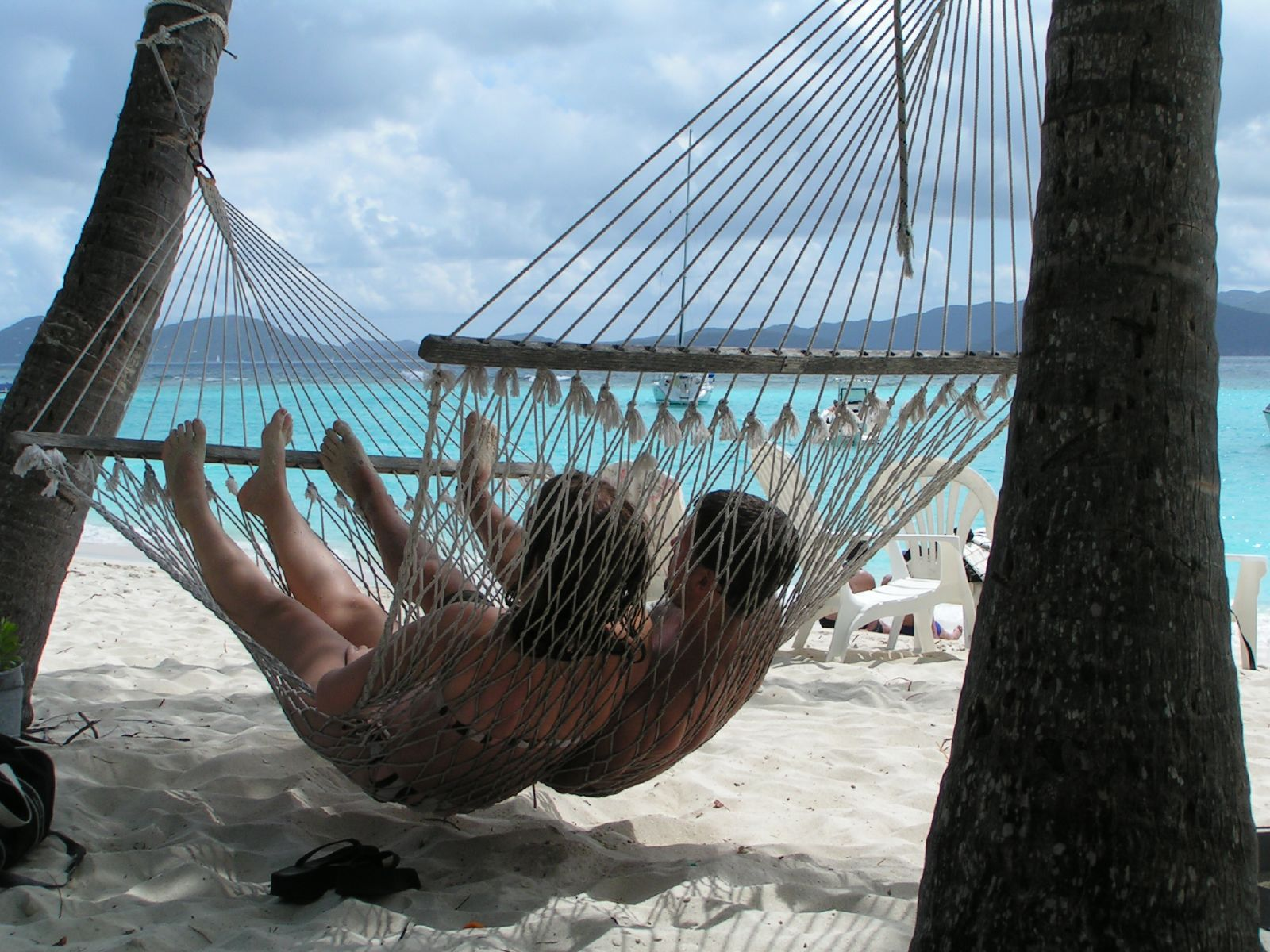
ハンモックで並んでくつろぐカップル
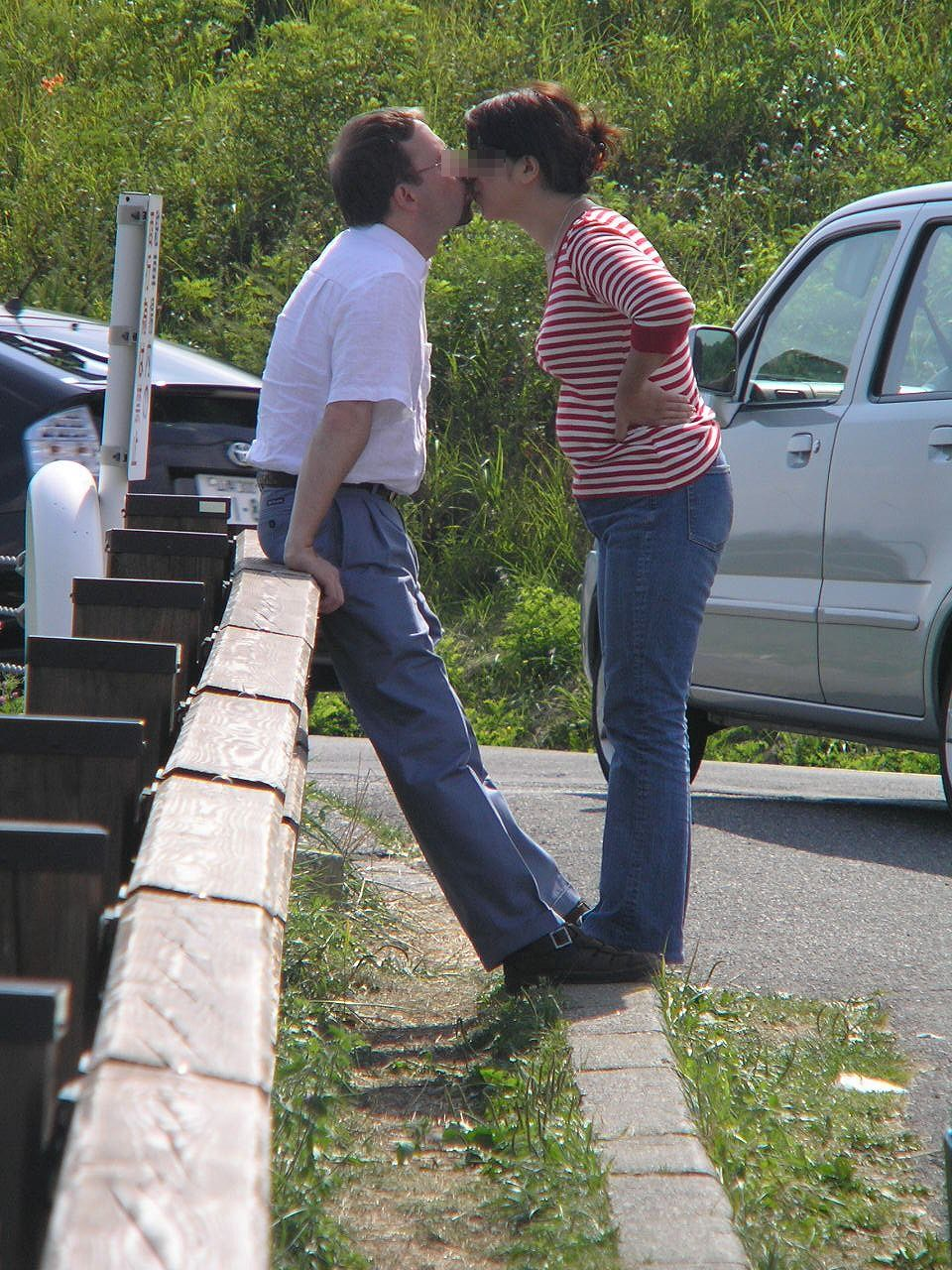
キスをするカップル
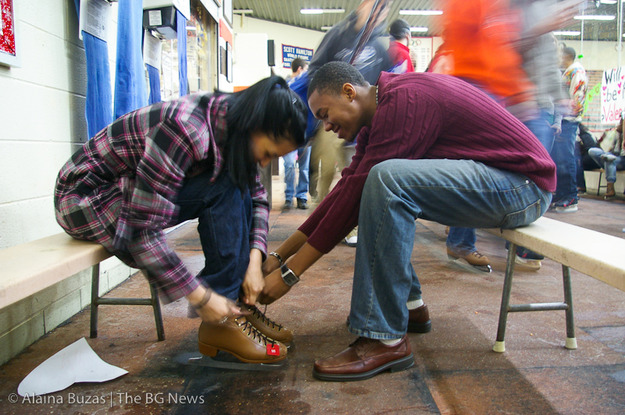
相手を優しく助けようとしているカップル（スケート場にて）
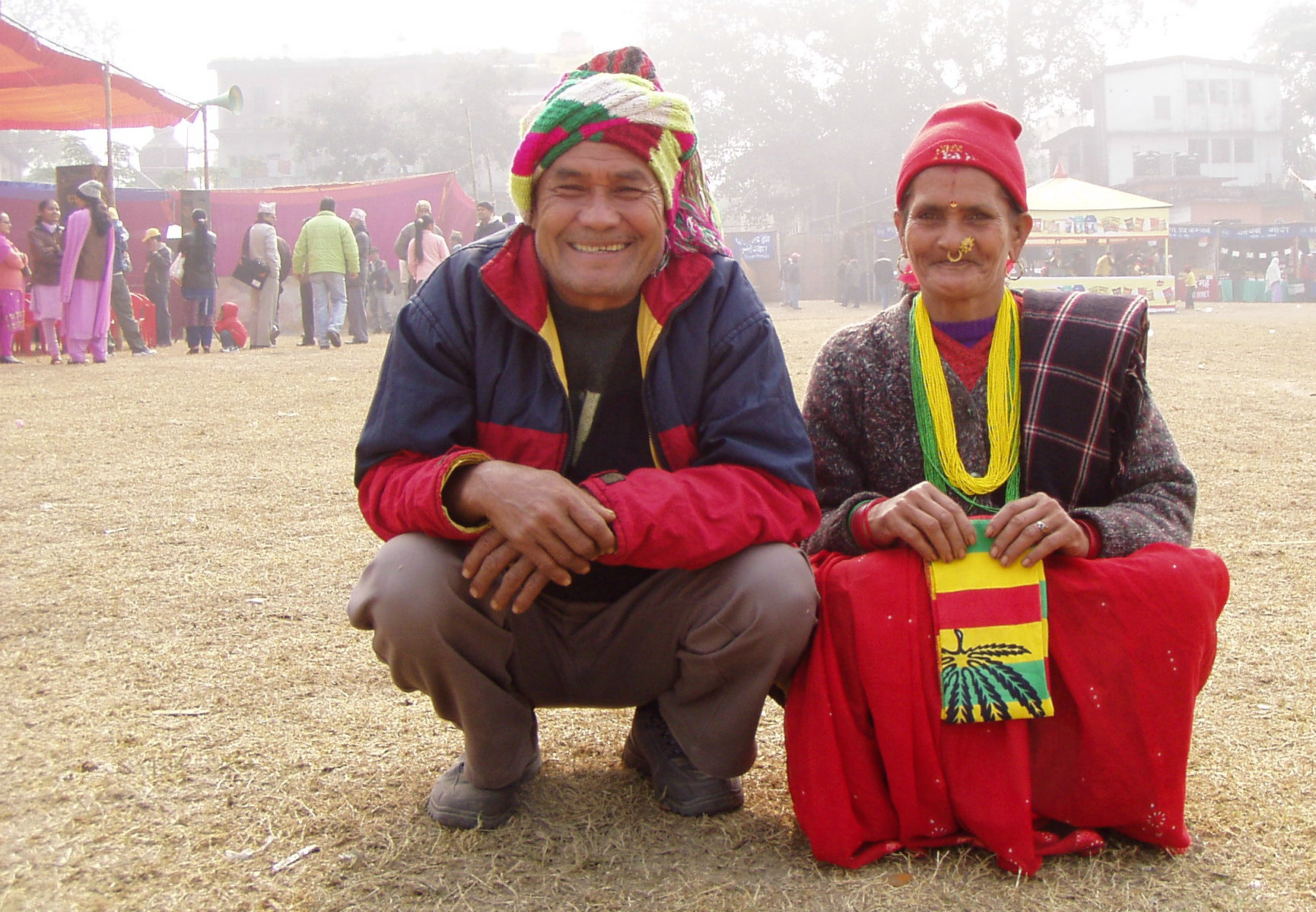
並んで笑顔を見せるネパール人のカップル
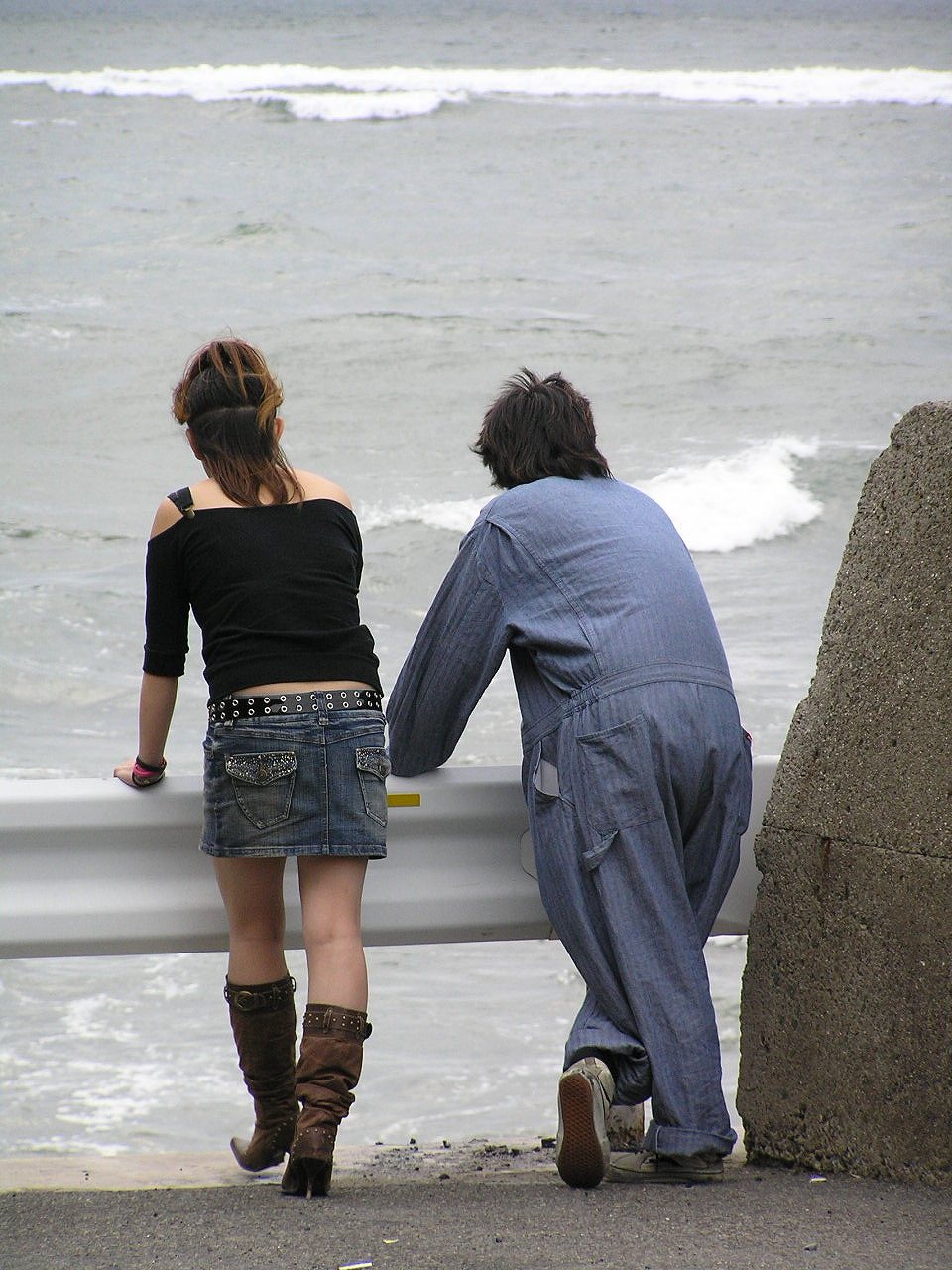
一緒に紀淡海峡を眺めるカップル（和歌山県）
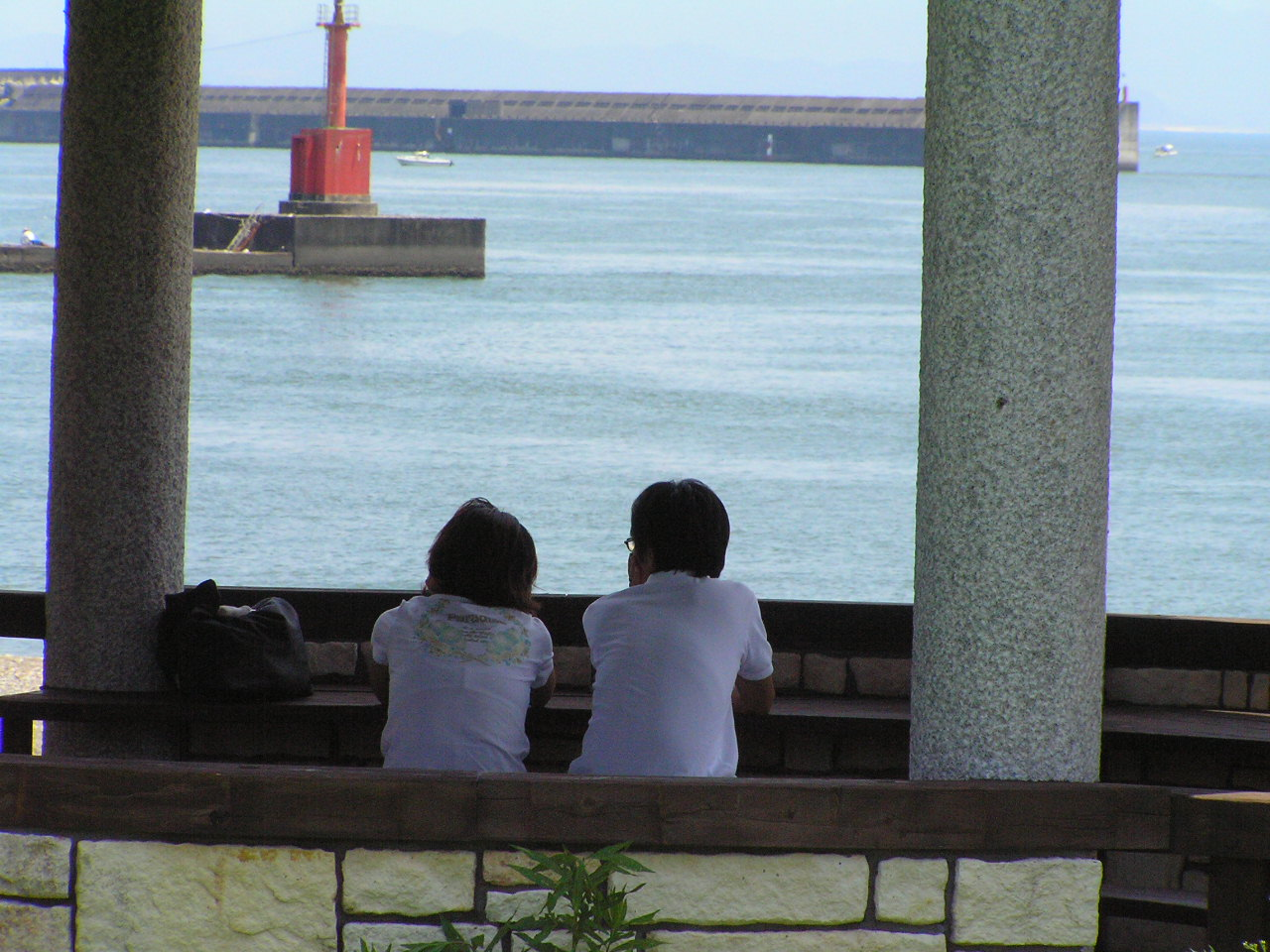
海辺でコミュニケーションをするカップル（高知県）
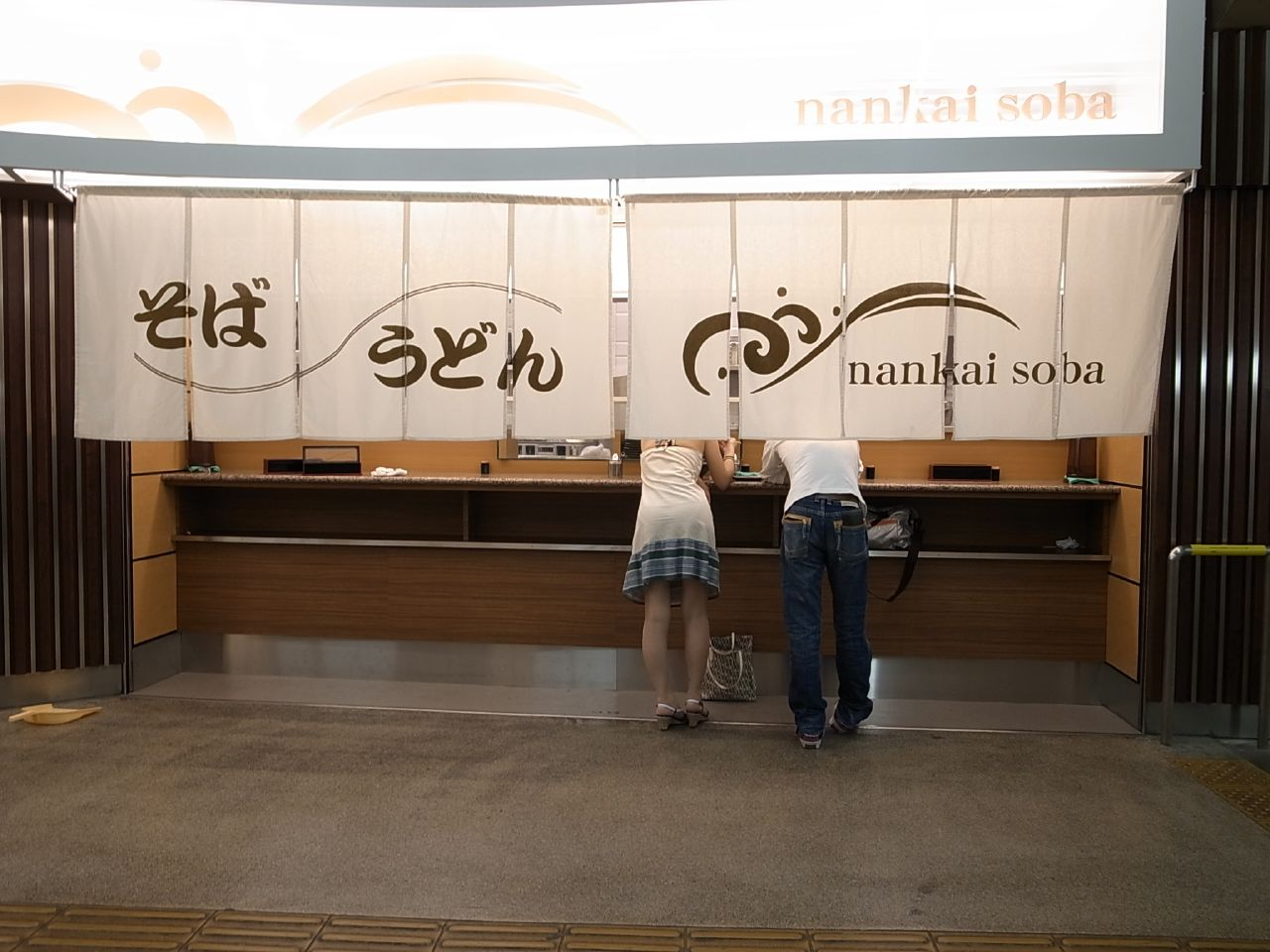
お金はかけずとも、立ち食いそば屋を見つけて並んで仲良く一緒に食事をするカップル（大阪府）
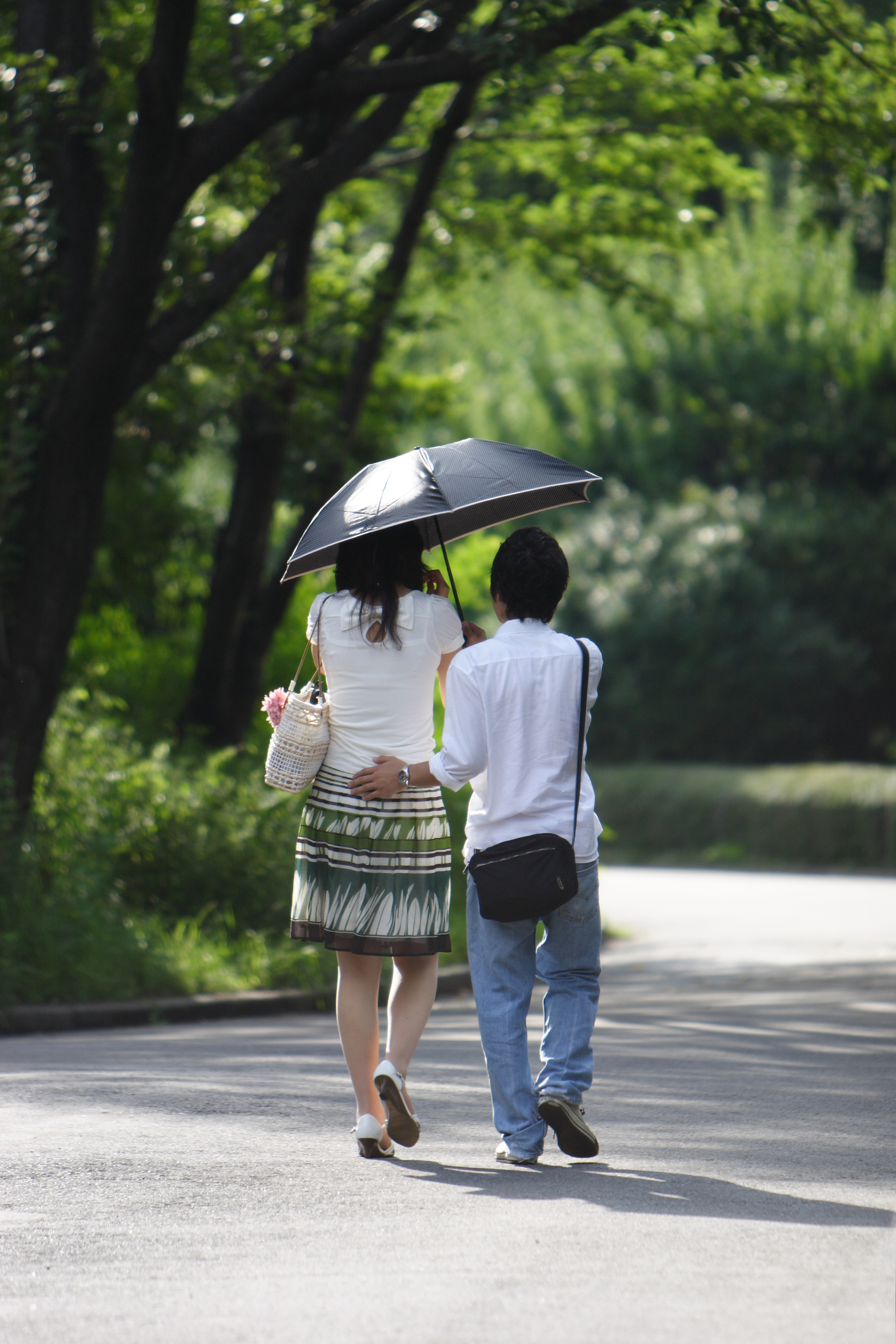
相合傘で一緒に歩むカップル（東京都）
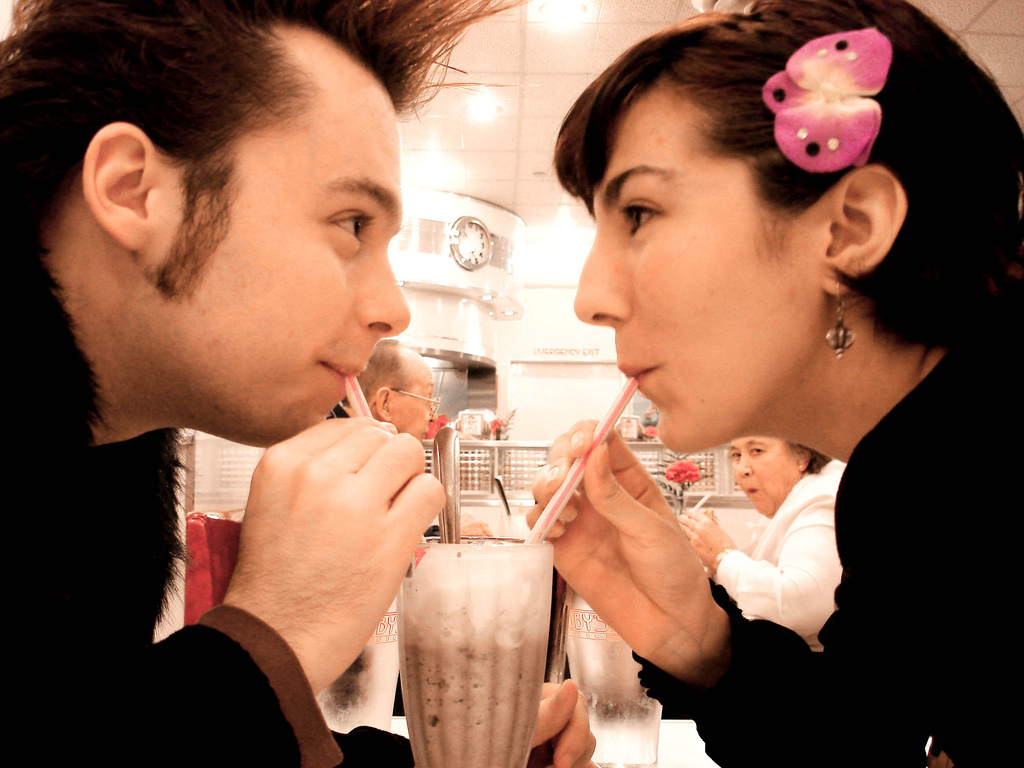
アイコンタクトをしつつ、幸せそうにひとつのグラスから飲み物を飲む若者カップルを、離れた座席から「あらまあ」といった様子で見る老カップル（カフェにて）
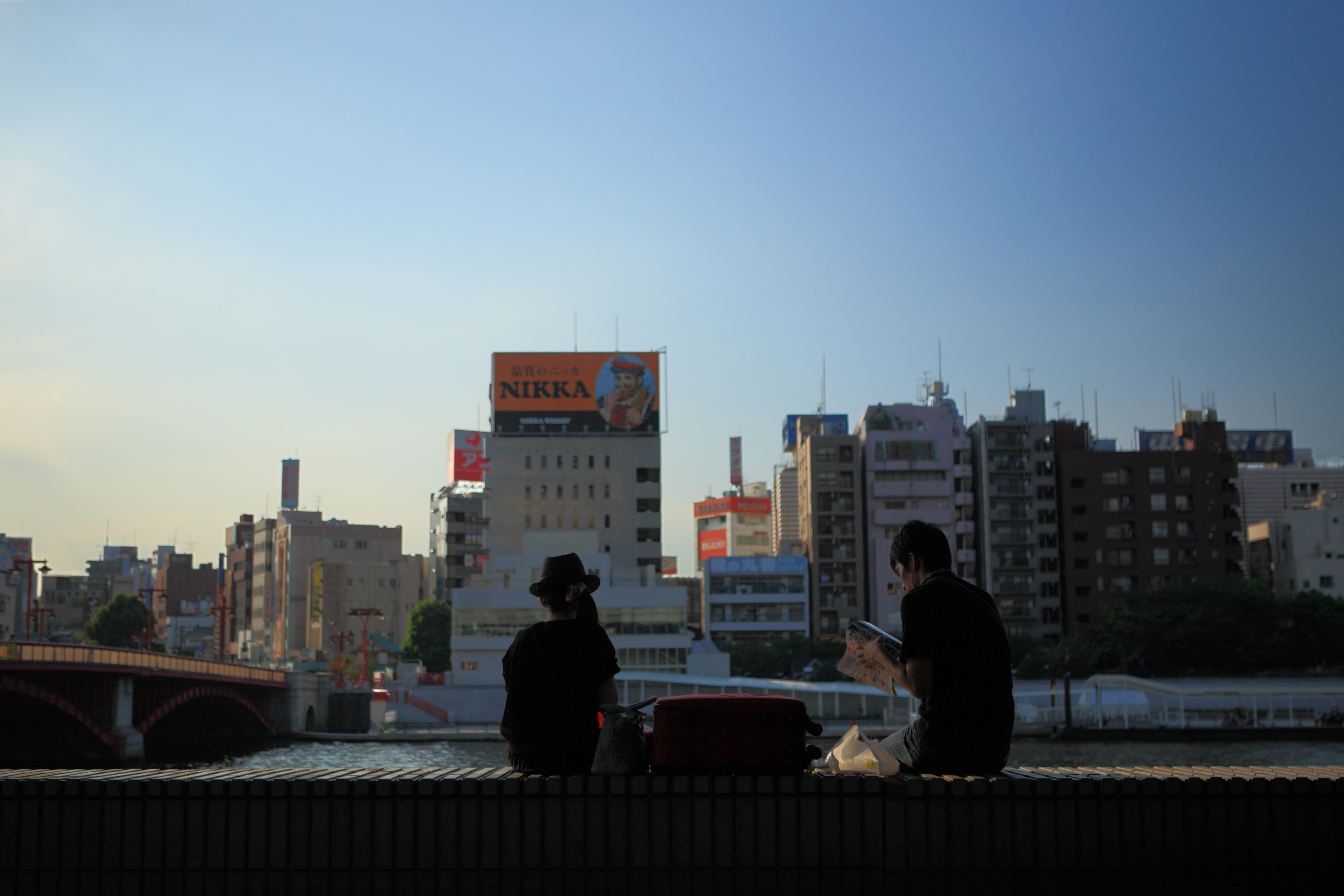
間に荷物を置いて距離を置き、男性は本に意識を向け、コミュニケーションが減っているカップル（隅田川・吾妻橋）
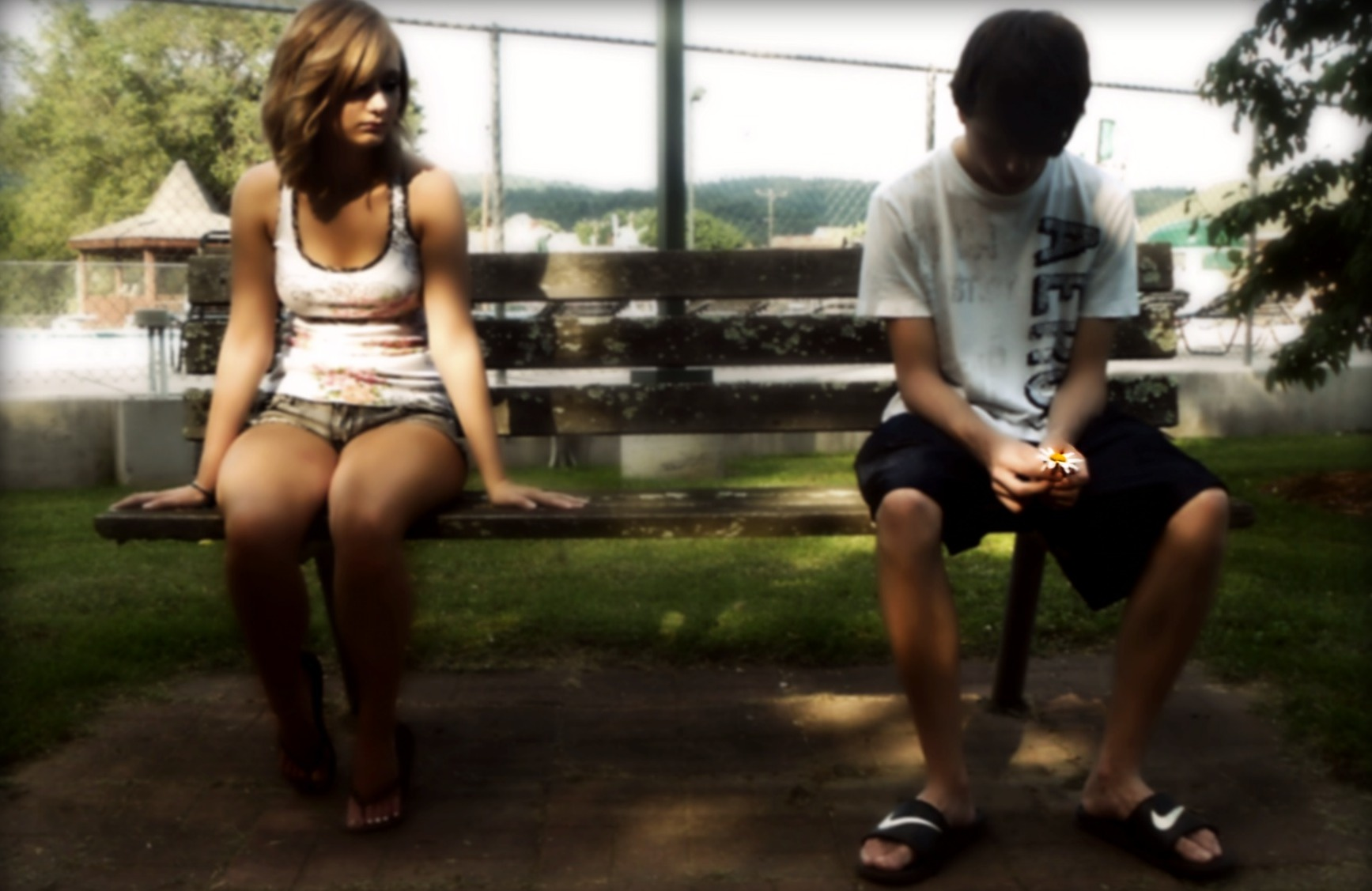
なんだかうまく行ってない様子のカップル
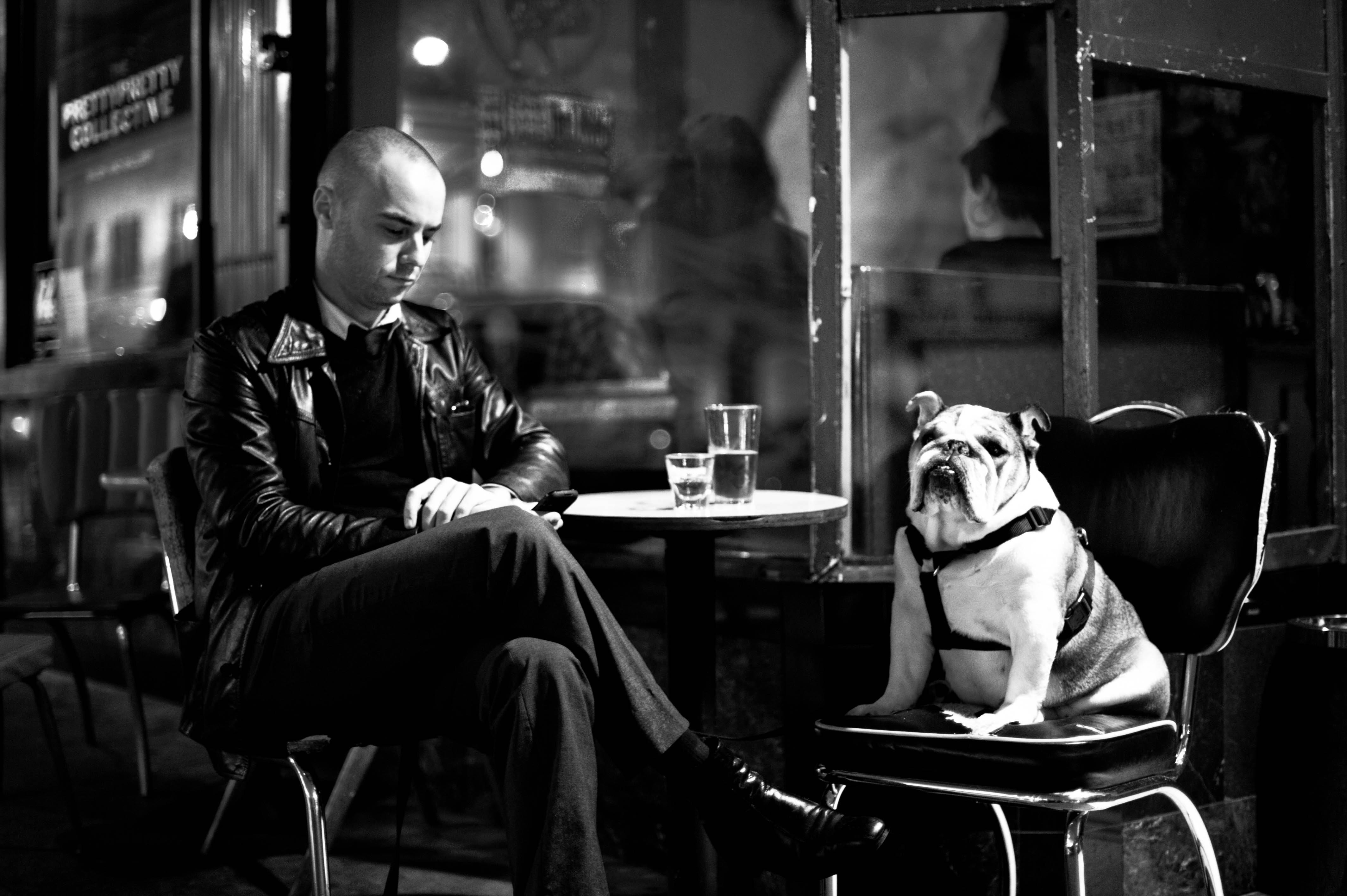
人と犬のカップル（カフェにて）